# Tommaso Giusti
Tommaso Giusti (Venezia, 1644 – Hannover, 24 settembre 1729) è stato un pittore e architetto italiano naturalizzato tedesco.
Dopo la Guerra dei Trent'anni emigrò con altri artisti nell'odierna Bassa Sassonia e contribuì alla diffusione dello stile barocco in Germania.

## Biografia
Tommaso Giusti fu allievo di suo padre, capomastro veneziano di talento che aveva lavorato sotto il costruttore Baldassare Longhena. Probabilmente anche il giovane Tommaso svolse il suo apprendistato presso il Longhena dal momento che, in tempi successivi, egli rivendicò la sua manodopera in due edifici ecclesiastici costruiti dal maestro a Parma ed a Reggio Emilia, paternità che ad ogni modo ad oggi non è possibile verificare.
L'esperienza di Giusti oltralpe ebbe però inizio grazie alla mediazione di Agostino Steffani, vicario apostolico in Alta e Bassa Sassonia e nel contempo direttore musicale alla corte di Hannover nonché connazionale veneziano del Giusti. Grazie all'influenza di quest'ultimo ed al suo appoggio, Tommaso venne nominato il 9 febbraio 1689 al ruolo di pittore di corte ad Hannover. Il suo primo impiego fu in quello stesso anno quando venne chiamato a lavorare al teatro del palazzo langraviale, progettato da Johann Peter Wachter ed ancora in costruzione, realizzando i progetti decorativi interni ed una serie di macchine teatrali.
Nel 1692, con l'elevazione a principato elettorale dell'Hannover, al Giusti venne garantito uno stipendio fisso ed ancora più incarichi. Fu in contatto anche con Gottfried Wilhelm Leibniz, per il quale realizzò una serie di globi celesti per i suoi studi.

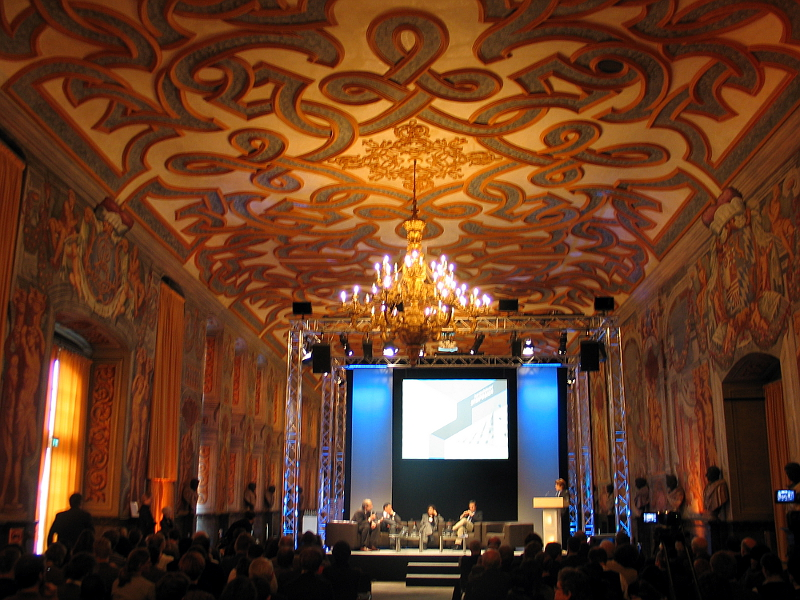
Stucchi sul soffitto della Galleria del castello di Herrenhausen

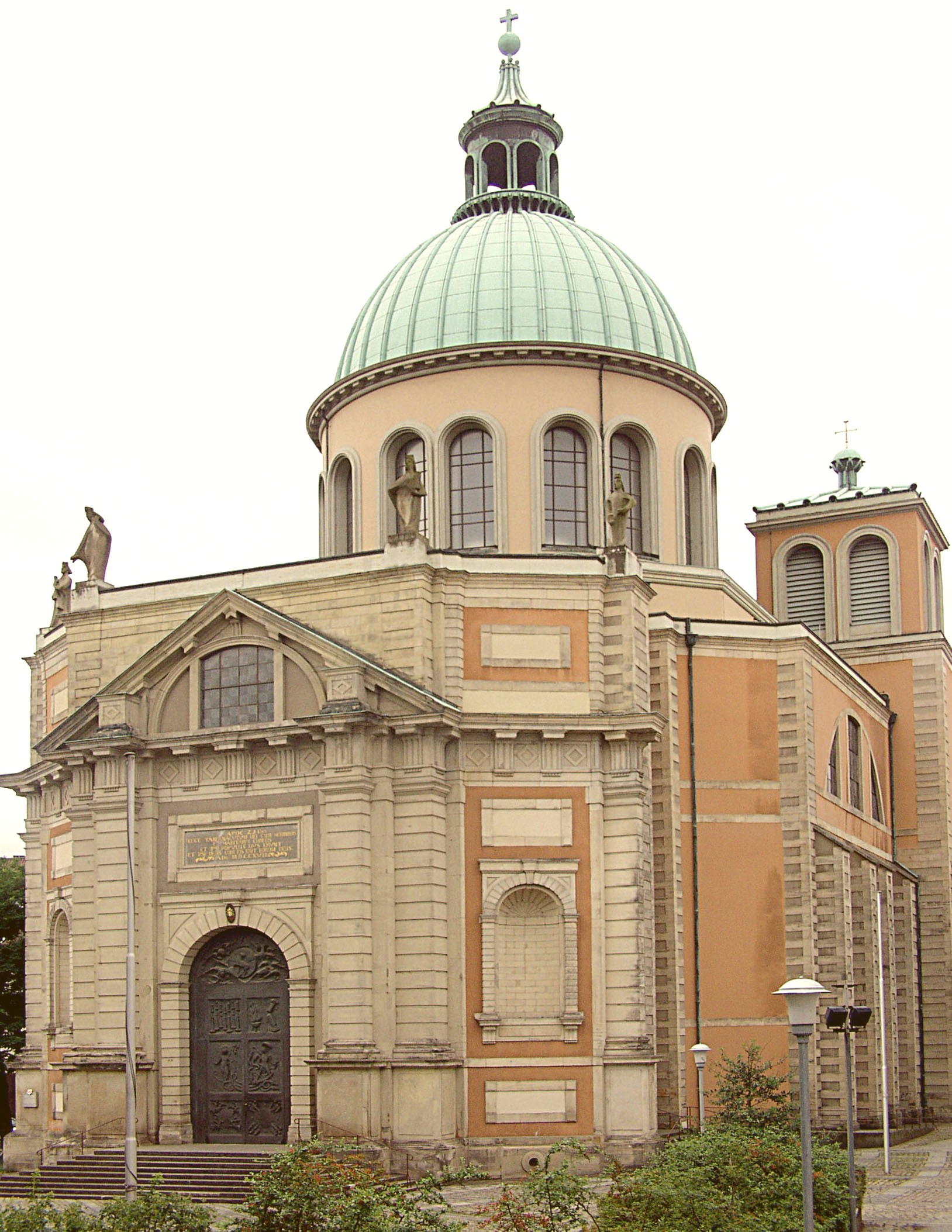
La chiesa di San Clemente ad Hannover, completata con la cupola negli anni del dopoguerra, eseguita su disegno di Giusti

Nel 1696/98 Giusti progettò gli stucchi per l'edificio della Galleria nel Grosser Garten del castello di Herrenhausen, eseguiti poi da Pietro Rosso e Dosso Grana. Giusti lavorò anche all'interno dello stesso edificio, dipingendo un ciclo di affreschi dedicato alle storie della vita di Enea. Giusti fu probabilmente anche coinvolto nella costruzione della Galleria stessa come architetto.
Ottenne quindi commissione di elaborare il Von Alten Garten per la famiglia von Platen; nel 1700 progettò il catafalco della contessa von Platen e si trasferì in quello stesso anno a Berlino dove costruì un teatro dell'opera (oggi non più esistente) e lo dotò di macchine da scena.
Tornato ad Hannover, attorno al 1707 Giusti progettò il ciclo di affreschi e la decorazione del teatro per il casino di caccia di Göhrde costruito da Louis Remy de la Fosse. Sempre ad Hannover, Giusti ottenne nel 1711 l'appalto per la direzione dei lavori della chiesa cattolica di San Clemente, consegnando nel 1713 il modello in legno per l'esecuzione del complesso sul modello delle chiese veneziane con pianta a croce greca. Tuttavia, la Clemenskirche rimase senza una cupola a causa della mancanza di fondi.
Tommaso Giusti non si sposò mai e morì ad Hannover nel 1729. Venne sepolto nella cripta della chiesa di San Clemente da lui costruita in città.